# آتماتپه‌سی
آتما تپه سی مربوط به دوره اشکانیان است و در شهرستان مشگین‌شهر، بخش ارشق، دهستان ارشق مرکزی، روستای کچی بلاغی علیا واقع شده و این اثر در تاریخ ۲۶ اسفند ۱۳۸۷ با شمارهٔ ثبت ۲۵۷۷۳ به‌عنوان یکی از آثار ملی ایران به ثبت رسیده است.